# Sušice II
Sušice II (Dolní Předměstí) je část města Sušice v okrese Klatovy v Plzeňském kraji. Nachází se na severu Sušice. Sušice II leží v katastrálním území Sušice nad Otavou o výměře 16,6 km².

## Historie
Sušice II byly sušickou částí v letech 1850–1879. Znovu se jí stala v letech 1900–1920 a podruhé 1. října 1980.

## Obyvatelstvo
| Rok            | 1869  | 1880 | 1890  | 1900  | 1910  | 1921 | 1930  | 1950 | 1961 | 1970  | 1980  | 1991  | 2001  | 2011  | 2021  |
| -------------- | ----- | ---- | ----- | ----- | ----- | ---- | ----- | ---- | ---- | ----- | ----- | ----- | ----- | ----- | ----- |
| Počet obyvatel | 1 834 | 0    | 2 254 | 2 759 | 3 179 | 0    | 3 944 | 0    | 0    | 5 702 | 8 027 | 8 935 | 8 870 | 8 482 | 7 893 |
| Počet domů     | 195   | 0    | 224   | 265   | 293   | 351  | 560   | 0    | 0    | 758   | 910   | 1 126 | 1 109 | 1 155 | 1 234 |